# Obrium rufograndum
Obrium rufograndum là một loài bọ cánh cứng trong họ Cerambycidae.